# Kabaağaç, Bayındır
Kabaağaç là một xã thuộc huyện Bayındır, tỉnh İzmir, Thổ Nhĩ Kỳ. Dân số thời điểm năm 2010 là 73 người.